# Lijst van vlaggen van Keniaanse deelgebieden
Dit artikel bevat een lijst van vlaggen van Keniaanse deelgebieden.

## Vlaggen van county's

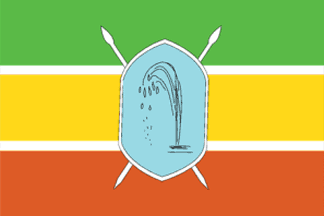
Baringo County
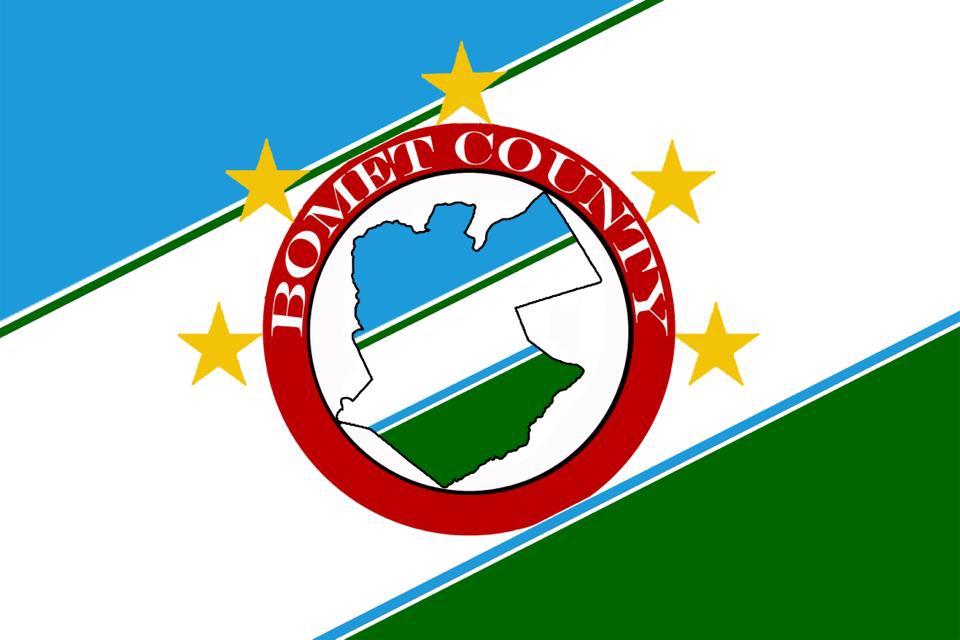
Bomet County
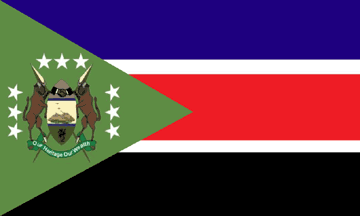
Bungoma County
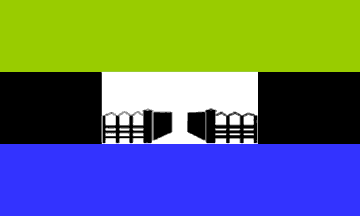
Busia County
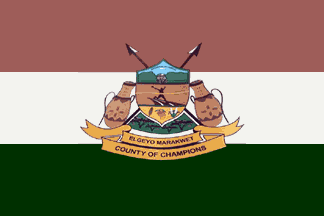
Elgeyo-Marakwet County
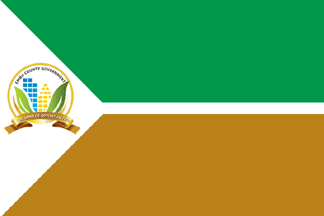
Embu County
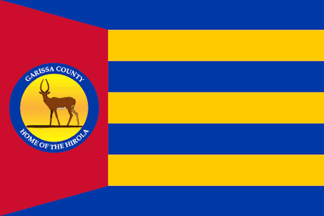
Garissa County
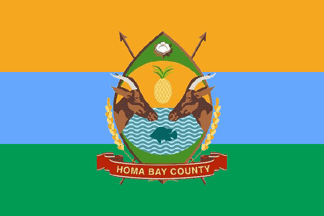
Homa Bay County
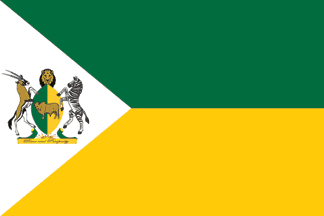
Isiolo County
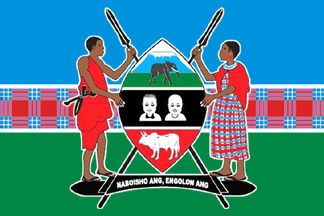
Kajiado County
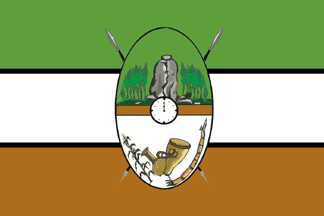
Kakamega County
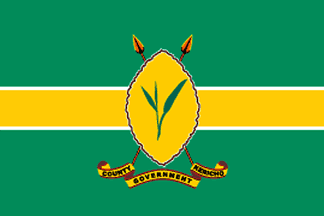
Kericho County
Kiambu County
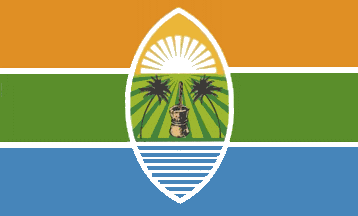
Kilifi County
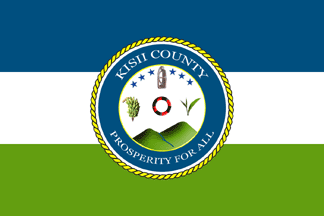
Kisii County
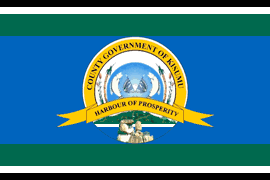
Kisumu County
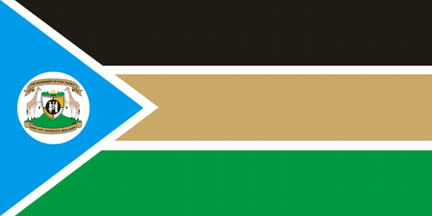
Kitui County
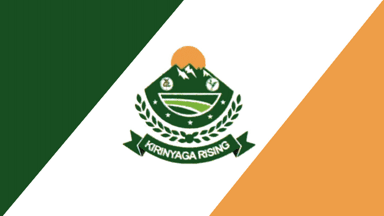
Kirinyaga County
Kwale County
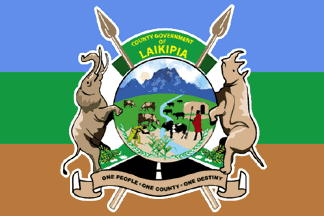
Laikipia County
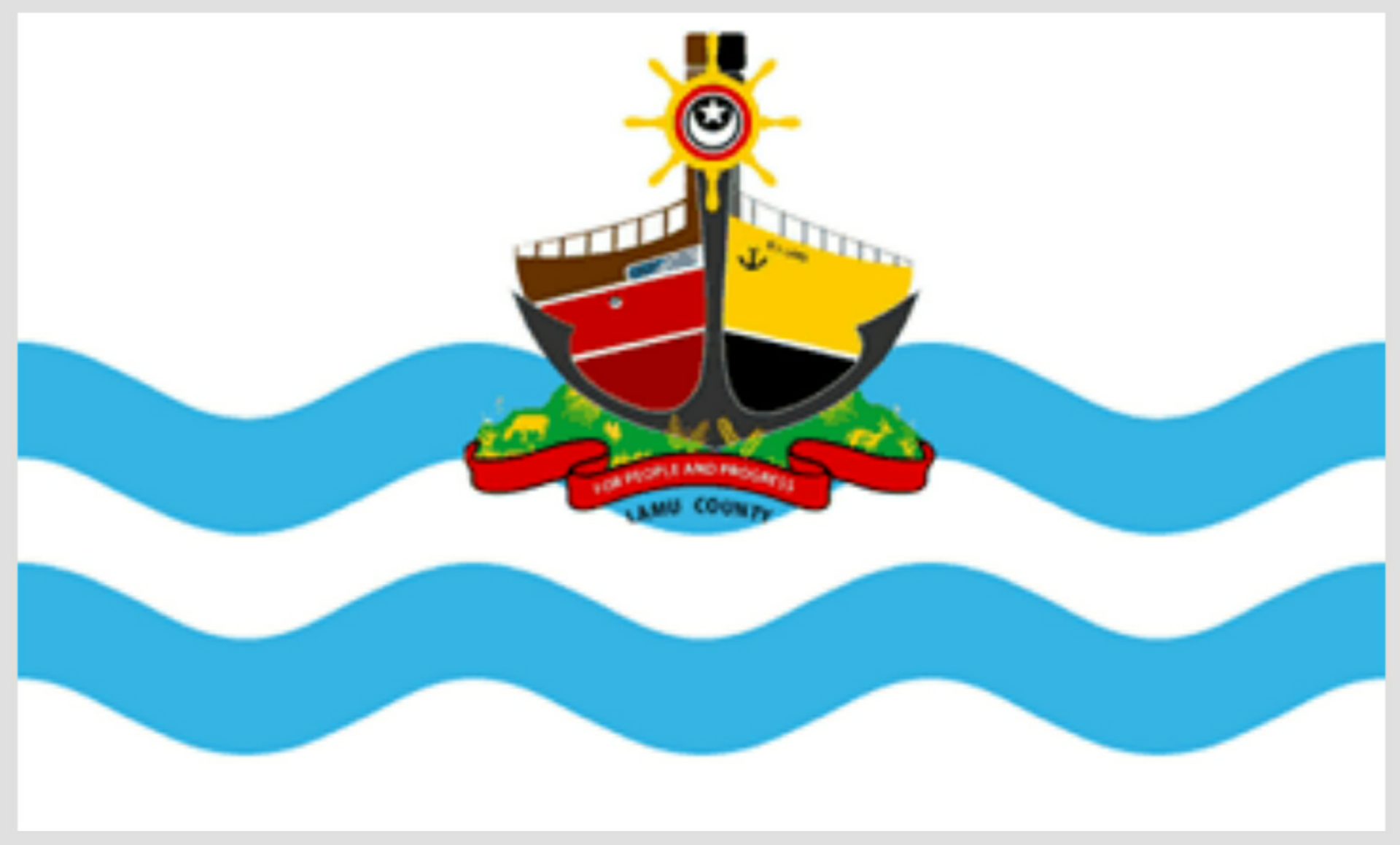
Lamu County
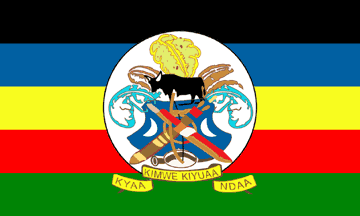
Machakos County
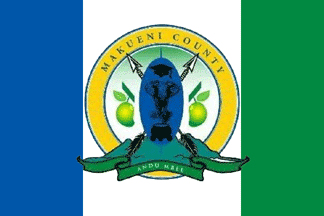
Makueni County
Mandera County
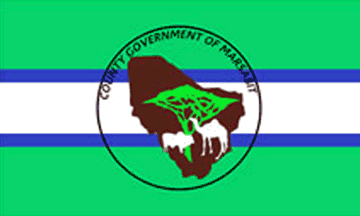
Marsabit County
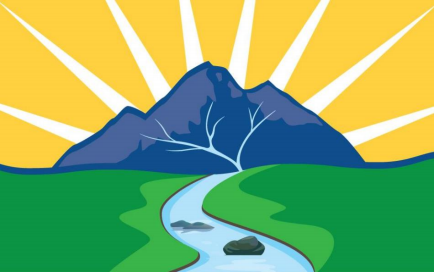
Meru County
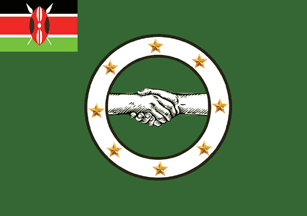
Migori County
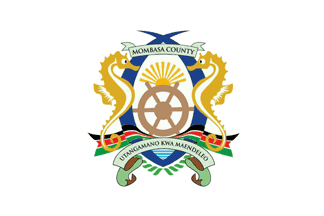
Mombassa County
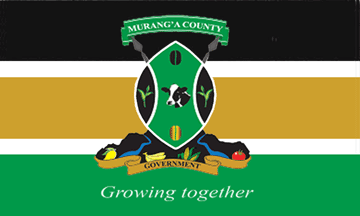
Murang'a County
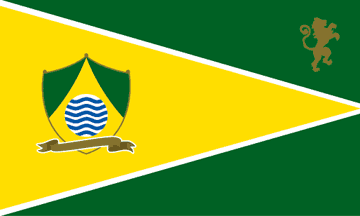
Nairobi County
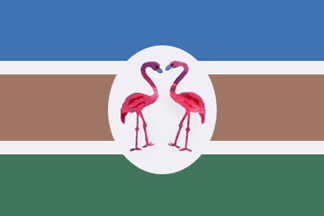
Nakuru County
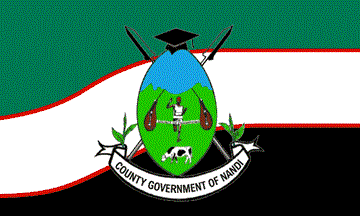
Nandi County
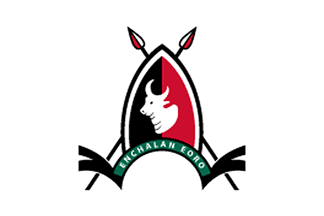
Narok County
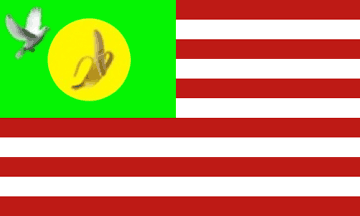
Nyamira County
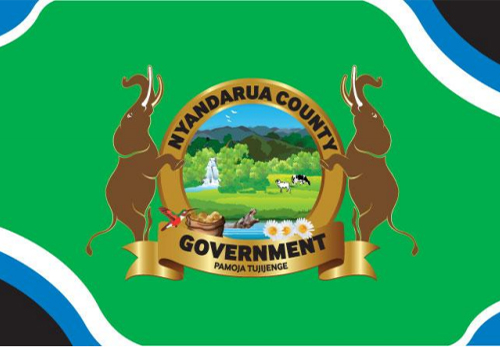
Nyandarua County
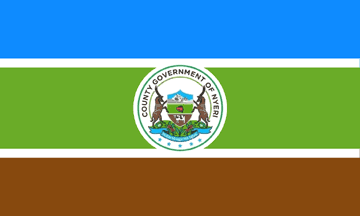
Nyeri County
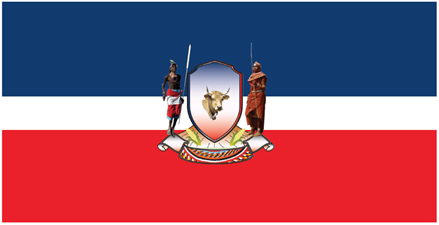
Samburu County
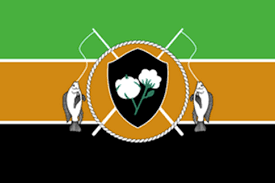
Siaya County
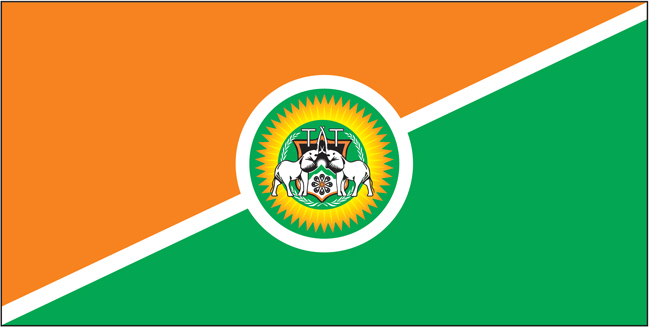
Tana River County
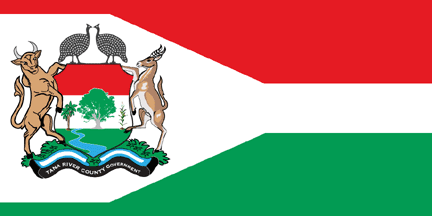
Taita Taveta County
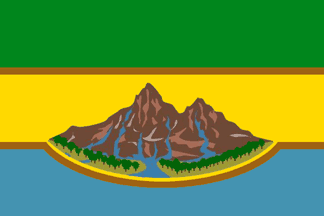
Tharaka-Nithi County
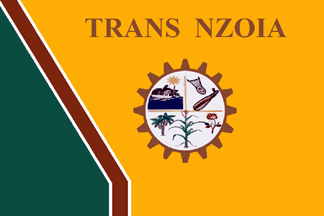
Trans-Nzoia County
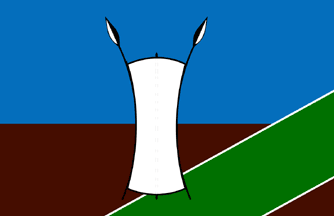
Turkana County
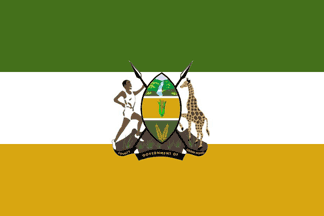
Uasin Gishu County
Vihiga County
Wajir County
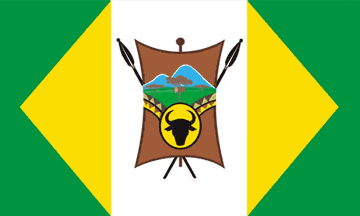
West-Pokot County

## Vlaggen van gemeenten

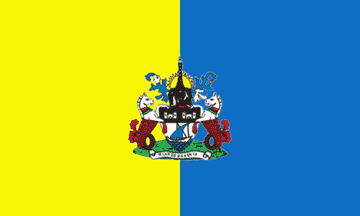
Mombassa
Nairobi